# Jonas Abraham Tornérhielm
Jonas Abraham Tornérhielm, född 30 oktober 1798 i Låssa församling, Uppsala län, död 19 oktober 1877 i Landskrona församling, Malmöhus län, var en svensk häradshövding.

## Biografi
Tornérhielm föddes 1798 på Säbyholm i Låssa församling. Han var son till överstelöjtnanten Adolf Fredrik Tornérhielm och Erika Catharina von Engeström. Tornérhielm blev 19 februari 1812 student vid Lunds universitet och senare extra ordinarie notarie vid Göta hovrätt. Han blev vice häradshövding och 14 januari 1824 Namn, heder och värdighet häradshövding. Den 21 september 1838 blev han häradshövding i Dals och Lysings häraders domsaga och samma datum häradshövding i Sunnerbo domsaga.  Tornérhielm avled 1877 i Landskrona församling.

### Familj
Tornérhielm gifte sig 30 oktober 1826 på Fredriksberg med Sofia Maria Bagge af Söderby (1802–1887). Hon var dotter till majoren Gustaf Vilhelm Bagge af Söderby och Gustava Carolina Militz. De fick tillsammans barnen Fredrik Gustaf Tornérhielm (1827–1910), Eleonora Erika Sofia Tornérhielm (1829–1891), Hedvig Carolina Charlotta Tornérhielm (1830–1866), Abraham August Tornérhielm (1832–1915), Carl Henrik Tornérhielm (1833–1833), Erik Vilhelm Tornérhielm (1833–1833), Carl Vilhelm Tornérhielm (1834–1886), Amalia Maria Tornérhielm (1835–1911), Aurora Vilhelmina Tornérhielm (1837–1904), Erik Verner Tornérhielm (1838–1918), Hilda Gustava Tornérhielm (1839–1932), Axel Oskar Tornérhielm (1840–1859), Jonas Adolf Tornérhielm (född 1841), Emma Fredrika Tornérhielm (1842–1908), Ida Teresia Tornérhielm (1843–1879) och Sofia Lovisa Ulrika Tornérhielm (1845–1845).